# 水玉螢之丞
水玉螢之丞（1959年5月3日—2014年12月13日），日本SF界知名的插畫家、日本漫畫家，本名岡部螢（岡部けい），婚後改姓吉田。

## 經歷
埼玉縣出身。原本為音樂雜誌撰寫專欄及繪製插圖，讀過大森望的作品後成為SF迷，開始在《SFマガジン》上連載作品。2014年因肺癌去世。
於第24屆（1993年）、第26屆（1995年）及第46屆（2015年）星雲賞獲得美術部門賞，第46屆為追贈。以作品《SFまで10000光年》、《SFまで10万光年以上》榮獲第47屆星雲賞非虛構部門賞。於第6屆（1994年）、第26屆（2014年）SF雜誌讀者賞獲得插畫部門賞。

## 相關人物
水玉螢之丞的父親是漫畫家岡部冬彥，哥哥是作家岡部いさく，姊姊是漫畫家及繪本作家岡部理佳。